# Xetra
Xetra («Exchange Electronic Trading») — всемирная электронная система торговли ценными бумагами, базирующаяся во Франкфурте-на-Майне, Германия. Управляется Deutsche Börse.
Концепция и развитие системы Xetra System обеспечивается компаниями Accenture и Deutsche Börse Systems, технологическим подразделением Deutsche Börse. Она основана на системе Eurex, разработанной и внедрённой Deutsche Börse Systems.